# 권형준 (희극인)
권형준(1989년 2월 21일 ~ )은 대한민국의 희극 배우이다.

## 출연 작품
- 《개그 스타》 (KBS2)
- 《코미디에 빠지다》 (MBC)
- 《코미디의 길》 (MBC)